# Hahnemann Guimarães
Hahnemann Guimarães (Río de Janeiro, 27 de noviembre de 1901- Río de Janeiro, 14 de abril de 1980) fue un jurista y magistrado brasileño.

## Biografía
Hijo de Norival Guimarães y de Rosa Maria Amares Guimarães, se graduó en Derecho por la Universidad de Río de Janeiro (actual Universidad Federal de Río de Janeiro - UFRJ) en 1923. Fue docente de Derecho Romano en la misma universidad, asumiendo más tarde también la cátedra de Derecho civil. Se casó con Elza de Sá Guimarães. Murió en 1980, en Río de Janeiro.

## Trayectoria
Fue Consultor General de la República, de 13 de mayo de 1941 a 19 de mayo de 1945, en sustitución de Orozimbo Nonato da Silva, que había permanecido en el cargo algo menos de un año. Su siguiente puesto fue el de procurador general de la República, entre 1945 y 1946. En 1946 fue nombrado ministro del Supremo Tribunal Federal, por decreto del presidente Eurico Gaspar Dutra, asumiendo la vacante abierta por la muerte de Valdemar Falcão. Tras 20 años de actuación en el tribunal, llegó a ser electo presidente del órgano, en 1966. Sin embargo, rechazó asumir la presidencia, por motivos de salud. Un año después, la enfermedad lo llevó a retirarse del STF. Fue sucedido por Themístocles Brandão Cavalcanti.

## Obras
- Epigrafia Latina e Comentario la Métrica (1926)
- Da Revogação dos Atos Praticados em Fraude de Credores segundo o Direito Romano.
- Estudos sobre a gestão de negócios.
- Pareceres do Consultor-Geral da República (1946-1950).